# A Little Light Music
A Little Light Music es el tercer álbum grabado en vivo por Jethro Tull en la gira europea del mismo título en mayo de 1992.
Existen dos versiones de dicho álbum. La segunda fue editada en Italia y Grecia. En esta última, participa el cantante griego George Dalaras y canta a dúo con Ian Anderson el tema "John Barleycorn".

## Puesto en las listas de éxitos
- Puesto en las listas de EE. UU.: 150.
- Puesto en las listas de UK: 34.

## Lista de temas
| #   | Título                                                             | Autor          | Interpretaciones | Tiempo |
| --- | ------------------------------------------------------------------ | -------------- | ---------------- | ------ |
| 1.  | "Some Day the Sun Won't Shine for You" (Atenas, 13/14 de mayo)     | (Ian Anderson) |                  | 3:59   |
| 2.  | "Living in the Past" (Londres, 2 de mayo)                          | (Ian Anderson) |                  | 5:07   |
| 3.  | "Life Is a Long Song" (Fráncfort del Meno, 12 de mayo)             | (Ian Anderson) |                  | 3:37   |
| 4.  | "Under Wraps" (Zúrich, 6/7 de mayo)                                | (Ian Anderson) |                  | 2:30   |
| 5.  | "Rocks on the Road" (Cesarea, 23 de mayo)                          | (Ian Anderson) |                  | 7:04   |
| 6.  | "Nursie" (Manheim, 5 de mayo)                                      | (Ian Anderson) |                  | 2:27   |
| 7.  | "Too Old to Rock 'n' Roll: Too Young to Die!" (Ankara, 16 de mayo) | (Ian Anderson) |                  | 4:43   |
| 8.  | "One White Duck" (Praga, 10 de mayo)                               | (Ian Anderson) |                  | 3:15   |
| 9.  | "A New Day Yesterday" (Graz, 9 de mayo)                            | (Ian Anderson) |                  | 7:33   |
| 10. | "John Barleycorn" (Atenas, 13/14 de mayo)                          | (Ian Anderson) |                  | 6:34   |
| 11. | "Look into the Sun" (Cesarea, 23 de mayo)                          | (Ian Anderson) |                  | 3:45   |
| 12. | "Christmas Song" (Cesarea, 23 de mayo)                             | (Ian Anderson) |                  | 3:46   |
| 13. | "From a Dead Beat to an Old Greaser" (Múnich, 7 de mayo)           | (Ian Anderson) |                  | 3:51   |
| 14. | "This Is not Love" (Cesarea, 23 de mayo)                           | (Ian Anderson) |                  | 3:53   |
| 15. | "Bourée" (Berlín, 11 de mayo)                                      | (Ian Anderson) |                  | 6:06   |
| 16. | "Pussy Willow" (Dortmund, 4 de mayo)                               | (Ian Anderson) |                  | 3:31   |
| 17. | "Locomotive Breath" (Jerusalén, 21 de mayo)                        | (Ian Anderson) |                  | 5:51   |

## Intérpretes
- Ian Anderson: flauta, mandolina, armónica, guitarra acústica, percusión, voces
- Martin Barre: guitarra eléctrica, guitarra acústica
- Dave Pegg: bajo, mandolina
- Dave Mattacks: caja, bajo, chaston, cymbal, glockenspiel, percusión, teclados